# Чарівник: країна Великого дракона
«Чарівник: країна Великого дракона» (неофіційна назва — Чарівник-2) (англ. Spellbinder: Land of the Dragon Lord) — фентезійний телесеріал спільного виробництва Австралії, Польщі та Китаю, знятий у 1997 році режисером Ноелем Прайсом. Сиквел серіалу «Чарівник», який має з ним мало спільного і ніяк не співвідноситься між собою сюжетами за винятком головної негативної героїні Ашки й ідеї подорожей між паралельними світами.
В Україні прем'єра серіалу відбулася 28 лютого 1998 року на телеканалі «Інтер» з російським багатоголосим закадровим озвученням студії «Нота» на замовлення «ВДТРК». У 2001 році повторні покази також транслювалися російською на «Новому каналі» з тим самим озвученням.

## Сюжет
14-річна Кеті Морган (Лорен Г'юїтт) проводила літні канікули разом зі своїми батьками, Вікі (Ленор Сміт), Карлом (Пітер О'Браєн) і братом Джошем (Райан Квонтен), відпочиваючи на природі далеко від великих міст і галасливих автомагістралей. Одного разу, гуляючи по околицях, Кеті знайшла таємничий корабель, винайдений Меком (Ентоні Вон) — вченим з паралельного світу, званого Країною Великого Дракона. Випадково дівчина переміщується в світ чарівників, де відбуває покарання колишня чарівниця Ашка (Хезер Мітчелл) — безжалісна і властолюбна войовниця — обманом заманивши Кеті в Країну Великого Дракона. Цей світ нагадує Давній Китай, але де комп'ютер був винайдений чотириста років тому і над усіма панує розбещений десятирічний хлопчисько — Великий Дракон. Коли Ашка робить спробу заволодіти цим світом, Кеті і Мек здійснюють подорож, перетинаючи при цьому кордону безлічі небезпечних, але захоплюючих паралельних світів, щоб врятувати сім'ю Кеті й імперію Дракона…

## Зйомки
З попереднього серіалу «Чарівник» в новий потрапили тільки Ашка — головна негативна героїня та її помічник Грівон, який мигцем з'являється на самому початку, а також декілька акторів другого плану й масовки.
Зйомки серіалу почалися в червні 1996 року і з перервами тривали до березня 1997 року. Вони проходили спочатку в Польщі (7 тижнів — світ Безсмертних, світ Молоха і світ Чародіїв), потім у Китаї (13 тижнів — світ Великого Дракона) й в Австралії, в основному в Сіднеї (7 тижнів, світ Кеті й аналогічний йому паралельний світ).
Роль Молоха «зіграв» польський бронетранспортер БТР-60ПБ з додатково встановленими зовнішніми декоративними елементами й тараном, яким у 1980-ті роки оснащувалися бронетранспортери польської міліції та спецзагонів ЗОМГО.

## У ролях
| Актор              | Роль         |
| ------------------ | ------------ |
| Лорен Г'юїтт       | Кеті Морган  |
| Райан Квонтен      | Джош Морган  |
| Пітер О'Браєн      | Карл Морган  |
| Ленор Сміт         | Вікі Морган  |
| Ентоні Вонг        | Мек          |
| Леонард Фунг       | Сан          |
| Ху Сінь            | принцеса Ая  |
| Гуй Цзейлань       | Жасміна      |
| Хезер Мітчелл      | Ашка         |
| Ме Ян              | Шарак        |
| Рафал Звеж         | Грівон       |
| Венанті Носул      | Лем          |
| Катажина Вальтер   | Гвін         |
| Лех Мацкевич       | Доктор Елво  |
| Катажина Линевська | Еллін        |
| Ліанна Волсмен     | Фанатка Тоні |

## Знімальна група
- Художник-постановник: Ніколас МакКаллум
- Художники по костюмах: Джулі Міддлтон, Цюй Раньсінь, Марія Вілун
- Оператор-постановник: Денні Баттерхам
- Монтажер: Піпа Андерсон
- Композитор: Єн Дейвідсон
- Асоційований продюсер: Зое Вонг
- Лінійний продюсер: Денніс Кілі
- Виконавчі продюсери: Рон Сондерс, Кріс Нобле, Чарлі Шио, Анджей Стемповський
- Автори ідеї та сценарію: Марк Ширрефс, Джон Томсон
- Продюсер та режисер: Ноель Прайс
  - Спільне виробництво: Australian Film Finance Corporation, Film Australia та Southern Star (Австралія), Shanghai Film Studio (Китай), Telewizja Polska (Польща)

## Роман
- На основі серіалу Марком Ширрефсом, Джоном Томсоном і Джилл Веймент був написаний роман, який вийшов у 1997 році в двох книгах (Land of the Dragon Lord і Lost Between Worlds)[3].